# Q0957+561

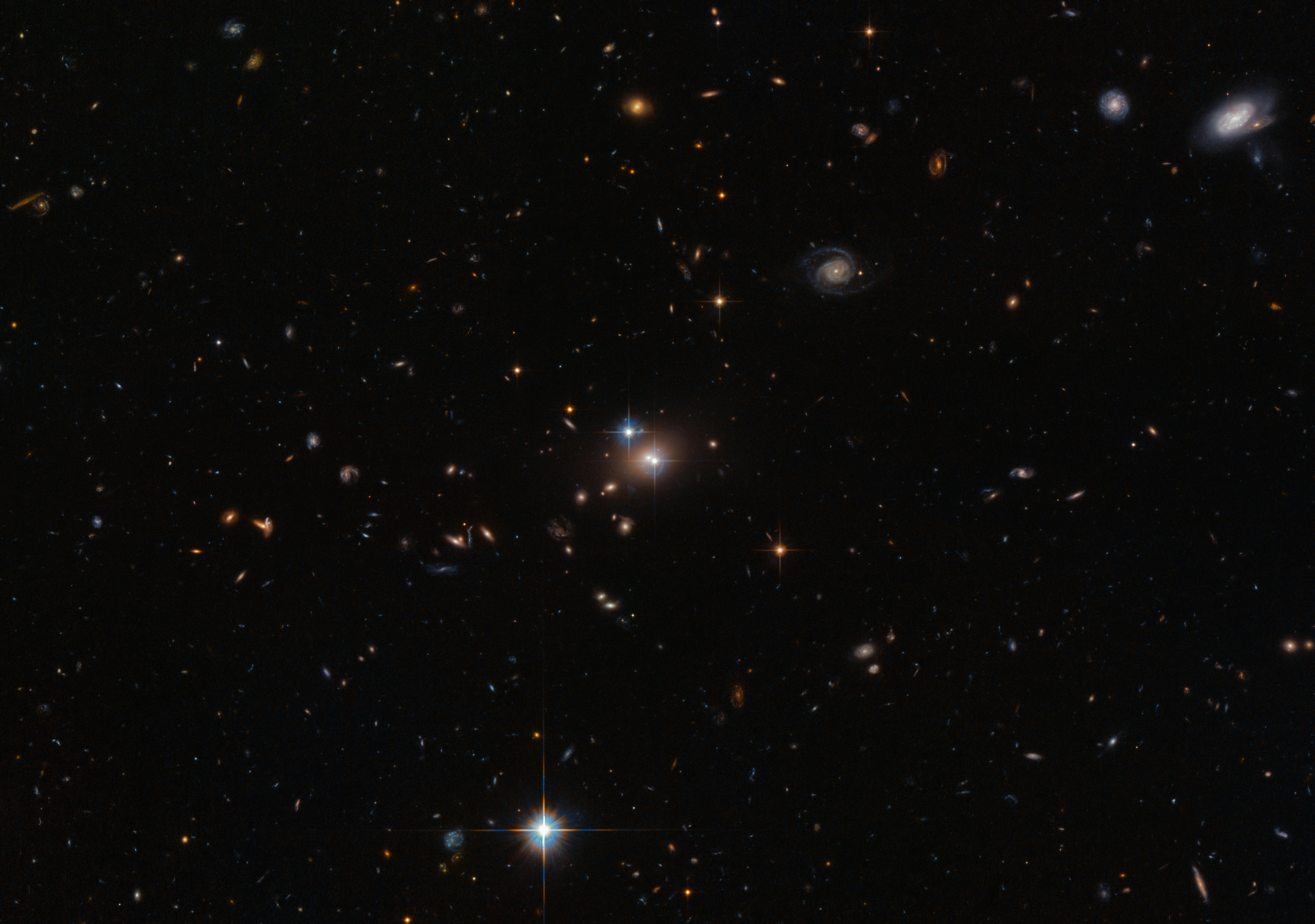
Podwójny obraz kwazara (jasne obiekty w centrum, widoczne po dwóch stronach galaktyki)

Q0957+561 (również SBS 0957+561, TXS 0957+561) – kwazar położony w gwiazdozbiorze Wielkiej Niedźwiedzicy, pierwszy odkryty obiekt astronomiczny, w którym zaobserwowano efekt soczewkowania grawitacyjnego.
Kwazar położony jest w odległości 8,7 miliardów lat świetlnych od Ziemi (z = 1,41), a jego obserwowana jasność wynosi 16,7m. Pomiędzy nim a Ziemią znajduje się galaktyka YGKOW G1, której masa powoduje zagięcie promieni światła wysyłanych przez kwazar, przez co z Ziemi widziany jest jego podwójny obraz.
Podwójny obraz kwazaru został odkryty w 1979 i zwrócił na siebie uwagę z powodu bardzo niewielkiej odległości, w jakiej były położone dwa nowo odkryte obiekty. Porównanie ich przesunięcia ku czerwieni i widzialnego widma optycznego sugerowało, że jest to jeden i ten sam obiekt widziany podwójnie z powodu soczewkowania grawitacyjnego, co zostało teoretycznie przewidziane już wcześniej w 1915 przez Alberta Einsteina w jego ogólnej teorii względności.
Obserwacje w zakresie światła widzialnego nie były początkowo potwierdzone przez obserwacje kwazarów w zakresie promieniowania radiowego, obydwa obiekty zdawały się emitować różne promieniowanie radiowe. Innym problemem było wykrycie dżetu emitowanego tylko przez obiekt „A”. Ostatecznie jednak dodatkowe obserwacje pomogły odkryć także dżet w przypadku obiektu „B”. Niektóre z różnic obserwacyjnych pomiędzy obrazami „A” i „B” tłumaczone są tym, że światło od nich przebywa różną odległość, aby dotrzeć do Ziemi. Światło obrazu obiektu „A” dociera do Ziemi 14 miesięcy wcześniej niż odpowiednik obrazu „B”, różnica w długości drogi potrzebnej do przebycia obrazów kwazara do Ziemi wynosi 1,1 roku świetlnego.

## Możliwość istnienia planety pozasłonecznej
W 1996 grupa naukowców z Harvard-Smithsonian Center for Astrophysics kierowanych przez Rudolpha Shilda poinformowała, że w widmie obrazu „A” wykryto krótką fluktuację, której nie zaobserwowano w widmie obrazu „B”. Naukowcy sądzą, że zostało to spowodowane przez przejście przed kwazarem planety znajdującej się w galaktyce YGKOW G1. Z wielkości i czasu trwania tej fluktuacji wynika, że potencjalna planeta może mieć masę około 3 mas Ziemi. Galaktyka YGKOW G1 położona jest w odległości ponad 4 miliardów lat świetlnych od Ziemi, a zatem byłaby to najodleglejsza znana planeta pozasłoneczna.